# Euophrys pexa
Euophrys pexa là một loài nhện trong họ Salticidae.
Loài này thuộc chi Euophrys. Euophrys pexa được Eugène Simon miêu tả năm 1937.